# Campionati europei di ciclismo su strada 2013 - Gara in linea maschile Under-23
La gara in linea maschile Under-23 dei Campionati europei di ciclismo su strada 2013 è stata corsa il 21 luglio 2013 nella Repubblica Ceca, con partenza ed arrivo a Brno, su un percorso di 11 km da ripetere 15 volte, per un totale di 165 km. La medaglia d'oro è stata vinta dal belga Sean De Bie con il tempo di 4h19'02" alla media di 38,22 km/h, l'argento al ceco Petr Vakoč e a completare il podio il lettone Toms Skujiņš.
Partenza con 196 ciclisti, dei quali 60 completarono la gara.

## Squadre partecipanti
| N.      | Cod. | Squadra         |
| ------- | ---- | --------------- |
| 1-7     | AUT  | Austria         |
| 8-11    | AZE  | Azerbaigian     |
| 12-18   | BLR  | Bielorussia     |
| 19-25   | BEL  | Belgio          |
| 27-29   | CRO  | Croazia         |
| 30-36   | CZE  | Repubblica Ceca |
| 37-43   | EST  | Estonia         |
| 47-48   | FIN  | Finlandia       |
| 50-56   | FRA  | Francia         |
| 57-63   | GER  | Germania        |
| 64-70   | GBR  | Regno Unito     |
| 71-77   | GRE  | Grecia          |
| 78-81   | HUN  | Ungheria        |
| 82-85   | IRL  | Irlanda         |
| 86-92   | ITA  | Italia          |
| 93-99   | LAT  | Lettonia        |
| 100-103 | LTU  | Lituania        |
| 104-106 | LUX  | Lussemburgo     |
| 107     | MON  | Monaco          |

| N.      | Cod. | Squadra     |
| ------- | ---- | ----------- |
| 108-114 | NOR  | Norvegia    |
| 115-121 | POL  | Polonia     |
| 122-127 | PRT  | Portogallo  |
| 129-131 | MDA  | Moldavia    |
| 132-134 | ROU  | Romania     |
| 135-141 | RUS  | Russia      |
| 142-148 | SVK  | Slovacchia  |
| 149-154 | SVN  | Slovenia    |
| 155-159 | ESP  | Spagna      |
| 163-166 | SWE  | Svezia      |
| 167-173 | SUI  | Svizzera    |
| 174-179 | UKR  | Ucraina     |
| 180-181 | BUL  | Bulgaria    |
| 183     | SVN  | Slovenia    |
| 184     | UKR  | Ukraina     |
| 185     | AZE  | Azerbaigian |
| 186-188 | ROU  | Romania     |
| 189-191 | SRB  | Serbia      |
| 192-196 | TUR  | Turchia     |

## Ordine d'arrivo (Top 10)
| Pos. | Corridore           | Squadra   | Tempo    |
| ---- | ------------------- | --------- | -------- |
| 1    | Sean De Bie         | Belgio    | 4h19'02" |
| 2    | Petr Vakoč          | Rep. Ceca | s.t.     |
| 3    | Toms Skujiņš        | Lettonia  | s.t.     |
| 4    | Julian Alaphilippe  | Francia   | s.t.     |
| 5    | Aleksandr Foliforov | Russia    | s.t.     |
| 6    | Olivier Le Gac      | Francia   | a 5"     |
| 7    | Alberto Bettiol     | Italia    | a 7"     |
| 8    | Maximilian Kuen     | Austria   | a 17"    |
| 9    | Lukas Pöstlberger   | Austria   | a 31"    |
| 10   | Davide Villella     | Italia    | a 1'03"  |